# Fimo (pasta moldeable)

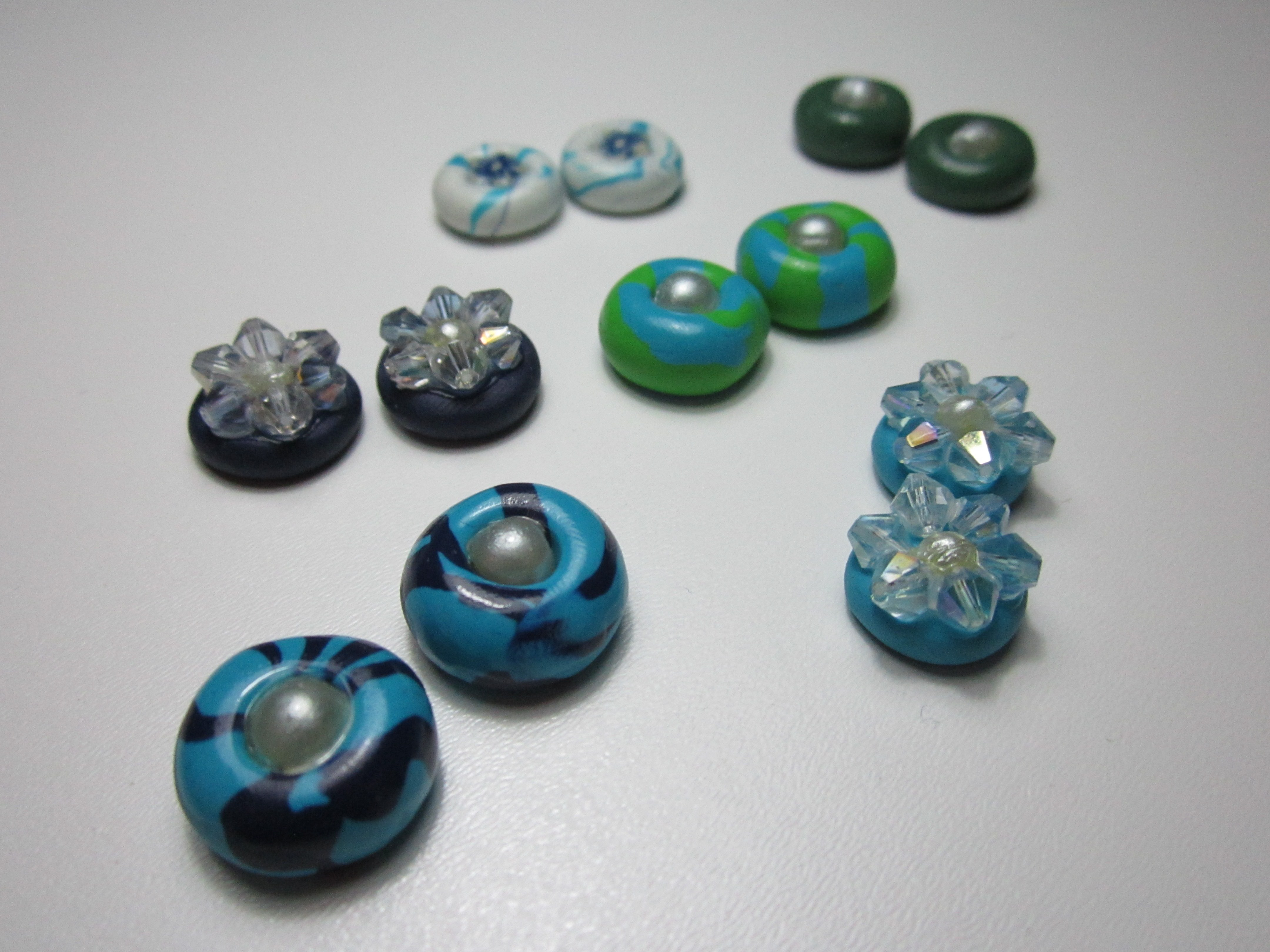
Pendientes de fimo.

Fimo es la marca registrada de una pasta para modelar, similar a la plastilina, pero que se endurece al calentarse en un horno. Aunque esta denominación también se usa de forma genérica, es más exacto hablar de arcilla polimérica», arcilla de polímero, plastilina horneable o plástico modelable.

## Historia
La baquelita, uno de los primeros plásticos, era popular entre los diseñadores y era una forma temprana de la arcilla polimérica, pero el freno era que su base antes de la cocción era inflamable, y finalmente fue descontinuado. Las arcillas poliméricas se formularon por primera vez como un posible reemplazo de la baquelita. Una de estas formulaciones fue presentada a Käthe Kruse, una alemana diseñadora de muñecas. El compuesto no era utilizable en su fábrica, por lo que ella le dio un poco a su hija Sophie (conocida en su familia como Fifi), quien lo usó como arcilla modeladora. El compuesto fue después vendido a Eberhardt Faber y comercializado como FIMO (FIfi's MOdeling compound o compuesto MOdelador de FIfi).

## Utilización
La pasta se debe amasar con las manos durante un breve período para que, con el calor, se haga más moldeable. 
Fimo permite moldear piezas de diversas formas. Una de sus aplicaciones son los abalorios y otros objetos de bisutería. Si la pieza tiene partes alargadas y finas (como las ramas de un árbol, por ejemplo), puede ser conveniente aplicar la pasta alrededor de un esqueleto de alambre o madera. Para conseguir piezas grandes ahorrando material, se puede recubrir una pieza de poliestireno (corcho blanco). Sin embargo, hay que recordar que durante el horneado el poliestireno se encoge y la pieza quedará prácticamente hueca.
Una ventaja de la arcilla polimérica respecto a la plastilina convencional es que es posible mezclar colores. Al amasar dos colores juntos durante poco tiempo se consigue un «efecto mármol», mientras que al prolongar la operación la mezcla se hace cada vez más homogénea.
A continuación, la pieza se calienta en un horno casero convencional. De manera orientativa, se recomienda hornear la pasta a 100 °C durante 30 minutos. En la práctica, los valores adecuados pueden ser menores, dependiendo de la marca y modelo del producto, así como del tamaño y el grosor de la pieza. 
Una vez endurecida, la pieza se puede cortar, pintar, lijar y barnizar.

## Composición
Esta pasta está basada en PVC, un polímero plástico formado por varias moléculas (monómeros) de cloruro de vinilo. El proceso de polimerización del cloruro de vinilo es altamente tóxico y se desarrolla en las fábricas en reactores herméticamente cerrados.
Mientras que durante el moldeado no resulta tóxica, al hornearse pueden desprenderse vapores tóxicos de ácido clorhídrico, especialmente si se sobrepasa la temperatura o el tiempo recomendado y la masa llega a quemarse.

## Marcas y productos
- Fimo,[2] de fabricación alemana, es la marca más utilizada en España. Se ofrece en dos variedades: Fimo Classic, más dura durante el moldeado, y Fimo Soft, lista para usar pero más proclive a deformarse accidentalmente. Es posible mezclar ambos tipos. Para facilitar el amasado de Fimo Classic puede añadirse una pequeña cantidad de la variedad Mix Quick, en una proporción de 1:8.

- Sculpey,[3] es la marca más popular en los Estados Unidos y su consistencia es similar a la de Fimo Soft.

- Kato Polyclay,[4] de Estados Unidos, tiene una consistencia similar a Fimo Classic y se dirige a artistas profesionales.

- Crafty,[5] de Argentina, primera fábrica Latinoaméricana de arcilla polimérica, tiene consistencias similar a Fimo Classic y sculpey,se dirige a artistas profesionales

- Otras marcas similares son Cernit y Clay Color